# Макарія (дочка Аїда)
Макарія (грец. Μακαρία, досл. «благословенний») названий у візантійській енциклопедії Суда. Згідно з Судою, ця Макарія є донькою Аїда (матір не згадується). Хоча прямо не вказано, що вона безсмертна богиня, вона, здається, була пов'язана з благословенною смертю; Суда пов'язує своє ім'я з фігурою мови «піди до блаженства», замість страждань чи прокляття, що може бути евфемістичним, таким чином, як мертвих називають «благословенними». Ця фраза була загальноприйнятою для тих, чия мужність загрожувала їм.